# ハンター・シェイファー
ハンター・シェイファー（Hunter Schafer、1998年12月31日 - ）は、アメリカ合衆国のファッションモデル、女優、LGBTQの権利に関する社会活動家。2019年、HBOのテレビシリーズ『ユーフォリア』で女優デビューをした。

## 生い立ち
シェイファーは、アメリカ合衆国ニュージャージー州トレントンで生まれた。牧師であった父の都合で、ニュージャージー州、アリゾナ州などを経て、ノースカロライナ州ローリーに引っ越した 。シェイファーには2人の妹と1人の弟がいる。
シェイファーはトランスジェンダー女性であり、インタビューで「みんなには私がシスの女の子でないことを知っていて欲しい。なぜなら、私はシスジェンダーではないし、そう感じてもいない。私は自分がトランスジェンダーであることを誇りに思っている」と語った。また、トランスジェンダーであることについて「自分の人生のごく一部が、ものすごくセンセーショナルに扱われることに違和感がある」とも語っている。
後のインタビューでは、YouTubeやSNSなどでトランジションをしていくトランスジェンダーの人の経過を見ることで、悩んでいた時代に救われたと語った。高校時代には、「トイレ法」とも呼ばれたノースカロライナ州の House Bill 2 への反対活動に参加したことでも知られる。
2017年に美術大学の附属高校を卒業し、芸能活動を始めた。

## キャリア
シェイファーは、ディオール、ミュウミュウ、カルバン・クライン、リック・オーウェンズ、トミーヒルフィガー、コーチ、メゾン・マルジェラ、ヴェラ・ウォン、マーク・ジェイコブス、エミリオ・プッチ、ヴェルサス (Versus)、アン・ドゥムルメステール、アーデム・モラリオグルなどのファッションブランドのモデルを務めている。
2017年には、ティーン・ヴォーグ誌の選ぶ社会を変える若者の一人として選出され、元アメリカ合衆国国務長官ヒラリー・クリントンとの対談が実現した。
2019年には、HBOのテレビシリーズ『ユーフォリア』で女優デビューを果たし、その演技を高く評価された。2019年はユーフォリアのシェイファーの演技のほかにも、POSEに出演する複数のトランスジェンダーの役者の演技が非常に高い評価を受けたにもかかわらず、プライムタイム・エミー賞のノミネーションに一人も含まれなかったことから、賞レースがトランスジェンダーの俳優を排除しているとして批判の的となった。シェイファーは演技だけでなく、『ユーフォリア』の脚本の一部にも関わっており、彼女の演じる役柄がトランスジェンダーの人の経験をなるべく正確に反映するよう貢献した。
2021年には、米TIME誌が選出した次世代を担う100人に選ばれた。
2024年2月26日、パレスチナのガザ虐殺に反対し、米国政府によるイスラエルへの援助停止を求める抗議デモに参加。このデモは、当時、アメリカ大統領であったジョー・バイデンがNBCの深夜番組『レイト・ナイト・ウィズ・セス・マイヤーズ』に出演するのを阻止するため、ニューヨークのロックフェラー・センターで行われ、シェイファーは他の参加者と共に逮捕された。

## 出演作品

### 映画
| 年   | 題名                                                                 | 役名                  | 備考                        |
| ---- | -------------------------------------------------------------------- | --------------------- | --------------------------- |
| 2021 | 竜とそばかすの姫 Belle                                               | ルカちゃん / 渡辺瑠果 | 声の出演（英語版「Belle」） |
| 2023 | ハンガー・ゲーム0 The Hunger Games: The Ballad of Songbirds & Snakes | タイガレス・スノー    |                             |
| 2024 | 憐れみの3章 Kinds of Kindness                                        |                       |                             |

### テレビシリーズ
| 放映年    | 題名                           | 役名                 | 備考                                                |
| --------- | ------------------------------ | -------------------- | --------------------------------------------------- |
| 2019–現在 | ユーフォリア/EUPHORIA Euphoria | ジュールズ・ヴォーン | 出演 脚本: 「シーブロブじゃない人なんて＊＊くらえ」 |
| TBA       | Blade Runner 2099              |                      | Amazon Primeオリジナルミニシリーズ                  |